# Renato Pinto Aleixo
Renato Onofre Pinto Aleixo (Rio de Janeiro, 12 de junho de 1890 — Rio de Janeiro, 14 de junho de 1963) foi um militar e político brasileiro.
Filho de José Dias Pinto Aleixo e de Esaltina Maria de Paiva Aleixo. Cursou a Escola Militar.
Pinto Aleixo participou dos movimentos revoltosos do tenentismo ao lado de Siqueira Campos e Eduardo Gomes, em 1922 e 1924.
Foi comandante da VI Região Militar, sediada em Salvador, quando já era coronel.
Em 1942 foi nomeado interventor federal no estado da Bahia.
Foi um dos fundadores do PSD - Partido Social Democrático, pelo qual foi eleito senador pela Bahia, em 1945. Estava no cargo quando deu-se o suicídio do presidente Getúlio Vargas, e coube-lhe a tarefa de comunicar ao sucessor, Café Filho, da difícil circunstância em que este deveria assumir.

## Governo da Bahia
Pautou sua ação sobretudo pela reforma judiciária, criando comarcas nas regiões interioranas do Estado, que procurou conhecer, viajando frequentemente a fim de inteirar-se da realidade das diversas prefeituras.
De seu governo foi a inauguração do laboratório de análises químicas do estado.